# Михаил Лютов
Михаил Иванов Лютов е български художник.

## Биография
Роден е през 1887 г. в Копривщица. Баща му е копривщенец, а майка му е от Батак. Завършва гимназия в Пловдив, а след това Държавното рисувателно училище в София. Специализира живопис при проф. Иван Мърквичка. През 1914 г., заедно с Витко Бабаков правят „Импресионистична изложба“. По време на Първата световна война е военен художник в щаба на Първа армия. През 1917 г. творбите му са включени във военна изложба в Германия, заедно с произведенията на германски, австро-унгарски и български художници. След войната се установява като художник на свободна практика в Берлин. В този град живее от 1922 до 1940 година, а от 1943 до 1948 в Чехия. Една голяма част от творчеството му е унищожено по време на бомбардировките на Берлин през 1943 г.  Членува в Дружеството на берлинските художници и в Съюза на германските художници. Посещава Франция, Италия, Унгария, Сърбия, Далмация и др. Живее в Мариенбад, Чехия. По-късно се установява в Пловдив, където води курсове по рисуване към самодейния колектив „Рейки“. Негови ученици са Христо Явашев, Христо Стефанов, Димитър Киров, Георги Божилов, Йоан Левиев, Енчо Пиронков, Любен Семерджиев, Ана Гребенарова, Анастасия Кметова, Виктор Тодоров, Любомир Самарджиев, Георги Болджиев и др. Умира през 1965 г. в старчески дом.

## Творчество
Голяма част от творчеството му е унищожено по време на бомбардировките на Берлин през 1943 г. Негови картини са:
- „Портрет на генерал-лейтенант Гешов“;
- „Хвърляне на гранати“;
- „Огнепръскачки“;
- „Чистач на ботуши“;
- „Пловдив – Хисар капия“;
- „Пловдив – Джамбаз тепе“;
- „Портрет на Михаил Герджиков“;
- „Беласица“;
- „Шан-з-Елизе“;
- „Тирол“.[1]